# Суржиков, Иван Николаевич
Ива́н Никола́евич Су́ржиков (10 ноября 1928, Романовка — 8 марта 2000, Москва) — советский и российский певец, тенор, исполнитель русских народных песен. Лауреат Всероссийского конкурса артистов эстрады (1960). Народный артист Российской Федерации (1998).

## Биография
Родился 10 ноября 1928 года в селе Романовка (ныне входит в Новопершинский сельсовет) Дмитриевского района Курской области (сам говорит об этом в одной из передач «Как это было»).
Потеряв во время войны родителей, мальчишкой пробрался на фронт. Был сыном полка, «крёстным сыном» Рокоссовского, разведчиком, а на привалах исполнял песни для фронтовиков.
Был направлен командованием на стажировку в Варшавскую музыкальную академию, по окончании которой стал выступать в Варшавском оперном театре, исполняя ведущие теноровые партии.
В 1955 году вернулся в СССР и стал солистом Краснознамённого ансамбля песни и пляски им. Александрова, а после демобилизации — Москонцерта. Отдавал предпочтение русским народным песням.
В 1960 году стал лауреатом Всероссийского конкурса артистов эстрады, а в 1967 — Заслуженным артистом РСФСР.
В конце 1980-х с семьёй уехал в Германию. Вернулся в Москву в 1996 году.
Умер от лейкемии 8 марта 2000 года.
Похоронен на Ваганьковском кладбище.

## Семья
- Жена — Станкевич Вероника Александровна (1 сентября 1918 — 22 августа 2002, Москва) — артистка цирка, позже выступала на эстраде как исполнительница рассказов М. Зощенко, монологов современных сатириков[4].
- Старшая дочь — Суржикова Екатерина Ивановна (род. 29 марта 1956, Москва) — российская певица, лауреат Всесоюзного конкурса артистов эстрады (1978), заслуженная артистка РФ (2002)[4].
- Младшая дочь — Суржикова Елизавета Ивановна (род. 7 января 1961, Москва) — российская поп-певица.
- Племянник — Суржиков Сергей Михайлович (2 июля 1956, Москва — 27 ноября 2021, там же) — юрист.
- Жена племянника — Суржикова Елена Павловна (род. 11 октября 1952, Ургенч) — российский композитор, поэтесса, режиссёр, Лауреат российских и международных песенных конкурсов. Награждена медалью «Профессионал России» за вклад в развитие культуры и искусства (2006)[1].

## Творчество[5][6]
- Альбом «Соловей России» (2001)

## Награды и звания
- Орден Дружбы народов (14 ноября 1980 года) — за большую работу по подготовке и проведению Игр XXII Олимпиады[7]
- Орден Красной Звезды[8]
- Медаль «За боевые заслуги»[8]
- Народный артист Российской Федерации (1998)
- Заслуженный артист РСФСР (1967)[9]